# Telecamera a tempo di volo
La telecamera a tempo di volo (in inglese time of flight camera, TOF-camera) è uno strumento che permette di stimare in tempo reale la distanza tra la telecamera e gli oggetti o la scena inquadrati, misurando il tempo che occorre ad un impulso luminoso per percorrere il tragitto telecamera-oggetto-telecamera (tempo di volo).
La scena è quindi acquisita in modo completo come per una foto, ma la misura della distanza è effettuata indipendentemente su ciascun pixel, consentendo così la ricostruzione 3D dell'oggetto o della scena misurata.
Questa tecnica si pone quindi in alternativa a quella dei Laser scanner 3D che invece analizzano la scena una linea per volta.

## Applicazioni
- Interazione uomo-macchina
- Misura di volumi e posizioni nell'ambito dell'automazione industriale
- Ausilio nel parcheggio nell'ambito automotive
- Navigazione automatica nell'ambito della robotica